# Euergetismus
Euergetismus, nach dem griechischen Verb εὐεργετέω („eine Wohltat erweisen“) gebildet, bedeutet so viel wie Herrschaft durch demonstrative Wohltätigkeit. Zu diesen Wohltaten, die einzelne Individuen der Bürgerschaft erwiesen, gehörten in der Antike insbesondere öffentliche Bauwerke, aber auch Festspiele, Geschenke oder Getreidespenden, also Brot und Spiele nach dem von Juvenal geprägten (und oft missverstandenen) lateinischen Ausdruck Panem et circenses. Der Ehrentitel Euergetes ist zuerst 480 v. Chr. belegt. Der moderne Terminus Évergétisme wurde von dem französischen Altphilologen André Boulanger (1886–1958) im Rahmen seiner Doktorarbeit über Aelius Aristides 1923 für die Herrschaft durch Wohltätigkeit eingeführt. Die bis heute grundlegende Untersuchung des Phänomens hat 1976 Paul Veyne vorgelegt.
Besonders im Hellenismus und während der römischen Kaiserzeit war der Euergetismus insbesondere in den Städten des östlichen Mittelmeerraumes von größter Bedeutung. Mächtige und reiche Mitglieder der Gemeinderäte unterstrichen durch Stiftungen – Spiele oder Getreidespenden – und gemeinnützige Bauten – etwa Bäder, Theater und Aquädukte – ihren Führungsanspruch in der jeweiligen Polis. Die Stiftungen dienten also einerseits dazu, ökonomisches in soziales Kapital und politischen Einfluss umzuwandeln, um eine hervorgehobene Stellung gegenüber den einfachen Bürgern zu legitimieren, und waren andererseits nicht zuletzt oft ein Ausdruck von aristokratischer Rivalität. Der größte Wohltäter im Römischen Reich war daher folgerichtig der Kaiser, den niemand übertreffen konnte und durfte. Im Verlauf der Spätantike verlor der Euergetismus dann an Bedeutung, was ein Faktor war, der zur Veränderung des Stadtbildes beitrug. Dennoch gab es noch im 6. Jahrhundert vielerorts Aristokraten, die Feste und Gebäude – nun häufig Kirchen – stifteten; erst mit dem endgültigen Untergang der klassischen Stadt am Ende der Antike fand auch diese Tradition ihren Abschluss.